# Melvin Laird
Melvin Robert Laird (Omaha (Nebraska), 1 september 1922 - Fort Myers, 16 november 2016) was een Amerikaans politicus van de Republikeinse Partij. Hij was van 1969 tot 1973 minister van Defensie onder president Richard Nixon. Tijdens zijn ministerschap versterkte hij de Zuid-Vietnamese troepen om Amerikaanse troepen terug te kunnen trekken uit de Vietnamoorlog.